# مارك هايلتون (منافس ألعاب قوى)
مارك هايلتون (بالإنجليزية: Mark Hylton) هو منافس ألعاب قوى بريطاني، ولد في 24 سبتمبر 1976 في سلاو في المملكة المتحدة.

## وصلات خارجية
- مارك هايلتون على موقع الاتحاد الدولي لألعاب القوى (الإنجليزية)
- مارك هايلتون على موقع ThePowerOf10.info (الإنجليزية)
- مارك هايلتون على موقع أوليمبيديا (الإنجليزية)
- مارك هايلتون على موقع اللجنة الأولمبية البريطانية (الإنجليزية)
- مارك هايلتون على موقع اتحاد ألعاب الكومنولث (مؤرشف) (الإنجليزية)
- مارك هايلتون على موقع اتحاد ألعاب الكومنولث (مؤرشف) (الإنجليزية)